# Svante Nilsson Stures krig mot Danmark
Svante Nilsson Stures krig mot Danmark var ett krig som utkämpades åren 1504 till 1512 mellan svenska motståndare till Kalmarunionen och Danmark.

## Bakgrund
Svante Nilsson (Sture) valdes till riksföreståndare den 21 januari 1504, sedan Sten Sture den äldre avlidit i slutet av år 1503. Sverige befann sig då i krig med Danmark och den danske kungen Hans hade förlorat den svenska kronan år 1501.

## Krigets förlopp

### Åren 1504–1505
Svante Nilsson satte upp en här, som marscherade mot Kalmar slott, vilket hölls av Nils Gädda. Delar av hären skickades till Öland med uppgift att belägra Borgholms slott. Efter förhandlingar slöts ett stillestånd den 18 maj 1504, vilket skulle gälla till åtta dagar efter midsommar år 1505, då nya förhandlingar skulle ske.
Då svenskarna inte infann sig till förhandlingsmötet i juni 1505 inleddes nya krigshandlingar. Danska fartyg härjade längs den svenska kusten och svenska handelsfartyg kapades. Svenskarna vann en sjöseger mot danskarna.

### Åren 1506–1507
I början av år 1506 rustade Sverige upp. Staden Kalmar hade under stilleståndet kommit i danskarnas händer och det primära målet blev att erövra staden. Befälhavare över den svenska hären var Hemming Gadh, men det misslyckades att få ihop en belägringsstyrka. Hären kom att lida brist på materiel och den småländska allmogen  ställde inte upp med stöd, då Gadh inte kunde garantera att anfallet skulle bli kortvarigt. Under hösten lyckades Gadh få med sig bönder från Möre i en stormning av Kalmar, vilken inleddes natten till den 23 oktober 1506. Efter hårda strider intogs staden i gryningen av svenskarna.
Under ledning av Åke Hansson genomfördes under år 1506 operationer mot Skåne, Halland och Blekinge, varvid bland annat Halmstad och Laholm brändes.
I juli 1507 anföll den danska flottan, under ledning av Sören Norby, Kastelholm på Åland, vilket intogs och brändes, varvid hövitsmannen Sten Turesson Bielke togs tillfånga. I slutet av året brändes Nya Lödöse av Henrik Krummedige.

### Åren 1508–1509
I februari 1508 gick svenska trupper in i Skåne och brände Vä. Till följd av krigströtthet och en till följd av kriget försämrad handel sändes förhandlare till Köpenhamn för att få "ett par års andrum". Resultatet blev ett kortare stillestånd och kung Hans erbjöd sig att avstå den svenska kronan. I gengäld skulle svenskarna betala en årlig ersättning till Hans.
Stilleståndet förlängdes efter hand, men i augusti 1509 anföll Otte Rud Åbo, varefter Roslagen härjades. Den 17 augusti 1509 skrevs ett fredsfördrag under i Köpenhamn, genom vilket svenskarna gick med på att betala en årlig tribut till Hans. Dock lyckades man inte förmå danskarna att överlämna Kalmar och Borgholm.

### Åren 1510–1511 – Förbund med Lübeck
Till följd av Otte Ruds härjningar och att Lübeck bytt sida bestämde svenskarna sig för att föra kriget med kraft och i augusti 1510 gick en styrka under Åke Hansson in i Skåne. Den 27 augusti stötte styrkan på danskarna vid Fante Håla. Åke Hansson träffades under striden av ett spjut och avled.
Svenskarna slöt i slutet av september 1510 ett förbund med Lübeck, vilket medförde att det danska herraväldet till sjöss tog slut. Svenskarna stormade Kalmar slott i slutet av augusti och med hjälp av lübeckarna erövrades Borgholm och Öland.
I januari 1511 gick kung Hans in i Västergötland från Norge. De svenska förbanden, under ledning av Sten Sture den yngre, drog sig tillbaka till Värmland. Kung Hans trupper belägrade Läckö slott, brandskattade Skara, gick mot Jönköping och kom den 2 februari tillbaka till Halmstad.
På våren 1511 återupptog danskarna sjöstriderna och de svenska kusterna härjades. I slutet av året föreslog Lübeck danskarna ett stillestånd. Det svenska riksrådets motstånd mot Svante Nilsson hårdnade och de krävde hans avgång. Svente Nilsson kom dock att avlida den 2 januari 1512.